# Indicamino
indicamino ist ein selbstständiges, christliches Missions- und Hilfswerk, welches sich für indigene Volksgruppen in Peru, Bolivien und Kolumbien einsetzt. Der spanisch klingende Name indicamino soll das Wort Wegweiser (indicador de camino) andeuten.
Gemeinsam mit den lokalen Gemeinden unterstützt indicamino indigene Christen, in ihrem Glauben befähigt und gestärkt, Verantwortung zu übernehmen und selbst missionarisch tätig zu werden. Die finanzielle und organisatorische Selbstbestimmung der südamerikanischen Gemeinden ist hierbei das Ziel. Dabei stützt sich die Missionsarbeit von indicamino auf das Bibelwort aus 2. Timotheus 2,2 :  «Was du von mir gehört hast, das gib zuverlässigen Menschen weiter, die tüchtig sind, auch andere zu lehren.»

## Geschichte und Arbeitsgebiete
Das Missionswerk wurde 1956 unter dem Namen Schweizer Indianer-Mission gegründet und begann mit dem Aufbau des ersten Ausbildungszentrums im peruanischen Tiefland. Später folgten die Zentren Huánuco und Lima. Nachdem diese Zentren erfolgreich arbeiteten, wurden weitere Stationen in Bolivien (1976) und in Kolumbien (1995) gegründet. In Lima liegt die Kernarbeit von indicamino in Ausbildung und sozialer Hilfe von Peruanern in den Armenvierteln, wo es eine Beratungs- und Vermittlungsstelle betreibt.
Die rund 55 europäischen Mitarbeiter (Schweiz und Deutschland) kommen aus unterschiedlichen Gemeinden und Kirchen. Sie werden immer wieder von jungen Deutschen im Rahmen eines Freiwilligen Sozialen Jahres in Südamerika unterstützt. Das Missionswerk verbindet Mission mit sozialer Hilfe. Es betreut Schwerkranke, unterstützt die medizinische Versorgung, verbessert die Wasserversorgung in den Urwalddörfern durch Brunnenbauprojekte, bildet Indigene zu Schreinern und Mechanikern aus und bietet unter anderem Kurse zum Thema Finanzen, Familienplanung, Hygiene usw. an. Durch die Unterstützung des Hilfswerkes sind im peruanischen Tiefland über 500 christliche Gemeinden entstanden (Stand: 2016).
Der 1975 gegründete deutsche Verein ist Mitglied der Arbeitsgemeinschaft Evangelikaler Missionen in Deutschland und der Arbeitsgemeinschaft Evangelischer Missionen in der Schweiz. Der Sitz des Missionswerkes ist Wil in der Schweiz sowie Trossingen in Deutschland.
2018 kam es zum Bruch zwischen dem deutschen und dem Schweizer Verein, welche fortan als eigenständige Vereine geführt werden, sich aber gegenseitig auf Dienstleistungsebene unterstützen.